# Quan hệ Lào – Việt Nam
Quan hệ Lào – Việt Nam hay còn được biết đến với tên thông dụng là Quan hệ hữu nghị Việt – Lào là mối quan hệ cấp đặc biệt, đồng minh chiến lược theo ý thức hệ, đồng thời là đối tác chiến lược toàn diện trên tất cả lĩnh vực giữa hai nước Cộng hòa xã hội chủ nghĩa Việt Nam và Cộng hòa Dân chủ Nhân dân Lào, được thiết lập giữa Chính phủ Việt Nam Dân chủ Cộng hòa và Chính phủ Vương quốc Lào vào ngày 5 tháng 9 năm 1962.

## Lịch sử
Đường biên giới giữa Việt Nam và Lào dài khoảng 2.340 km, trải dài suốt 10 tỉnh của Việt Nam là: Điện Biên, Sơn La, Thanh Hoá, Nghệ An, Hà Tĩnh, Quảng Bình, Quảng Trị, Thừa Thiên Huế, Quảng Nam và Kon Tum; tiếp giáp với 10 tỉnh phía Lào là: Phôngsali, Louangphabang, Huaphanh, Xiengkhuang, Borikhamxay, Khammuane, Savannakhet, Salavan, Sekong và Attapeu.
Việt Nam và Lào là 2 quốc gia láng giềng của nhau. Trong nhiều giai đoạn lịch sử Lào chịu sự chi phối giữa Xiêm và Đại Việt. Thời kỳ nhà Nguyễn coi các quốc gia Vương quốc Luang Phrabang, Vương quốc Viêng Chăn, Vương quốc Phuan, Vương quốc Champasak, Vương quốc Khmer là phiên bang của Việt Nam. Trước đây, 2 nước đã từng xảy ra chiến tranh lớn, Chiến tranh Đại Việt – Lan Xang dẫn đến sự tàn phá của Vương quốc Lan Xang.
Cho đến khi triều Nguyễn suy yếu, các vương quốc này lại chịu sự chi phối của Xiêm và sau đó là thực dân Pháp. Trong giai đoạn đấu tranh chống thực dân Pháp trong cuối thế kỷ XIX, nhiều cuộc nổi dậy của người Việt Nam cũng lan sang và phát triển tại Lào, nhưng sau đó đều bị dập tắt. Năm 1930, Đảng Cộng sản Đông Dương ra đời và nhiều đảng viên bí mật tại Lào và Campuchia xuất hiện trong Đảng, người Việt Nam chiếm tuyệt đối trong Đảng chỉ có phần nhỏ là Lào và Campuchia.
Hà Nội được coi là trung tâm đầu não của toàn bộ Đông Dương, đặt các trụ sở hành chính, giáo dục, văn hóa,... vì vậy rất nhiều trí thức và người trong hoàng gia các vương quốc sang Hà Nội học tập. Khi Nhật tiến vào Đông Dương, và sau đó đảo chính Pháp và lập ra các quốc gia tự chủ theo danh nghĩa tại Lào và Việt Nam, nội các 2 nước cũng có quan hệ nhỏ mang tính chất 2 quốc gia thuộc khối Đại Đông Á.
Nhật Bản đầu hàng quân đồng minh, khoảng trống quyền lực được tạo ra, tại Việt Minh làm cuộc Cách mạng tháng Tám tái chiếm cả nước, thì tại Lào Issara và các lực lượng du kích cũng tái chiếm khoảng trống quyền lực ấy.
Ngày 9 tháng 4 năm 1945, Hồ Chí Minh đã mời Hoàng thân Souphanouvong đang ở Vinh ra Hà Nội, đã đặt những viên gạch đầu tiên xây dựng mối quan hệ Việt – Lào.
Đến khi Pháp quay lại Đông Dương năm 1946, Lào được thống nhất thành quốc gia chung Vương quốc Lào do Pháp bảo hộ theo cách Lào là quốc gia thuộc khối Liên hiệp Pháp. Lào Issara bị Pháp tấn công tan rã, số nhỏ rút sang Thái và Việt Nam.
Chiến tranh Đông Dương nổ ra, tháng 8 năm 1950 hoàng thân Souphanouvong đảng viên Đảng Cộng sản Đông Dương đổi tên nhóm lực lượng Lào Issara do ông lãnh đạo sang tổ chức vũ trang Pathet Lào, thành lập chính phủ kháng chiến Lào. Tháng 2 năm 1951, Đại hội Đảng Cộng sản Đông Dương lần thứ II được tổ chức, Kaysone Phomvihane tham dự với tư cách trưởng đoàn đại biểu Lào.
Tình hình tại Đông Dương liên tục thất bại, thực dân Pháp quyết định trao trả độc lập cho Lào để tập trung bình định Việt Nam. Tại Lào trong năm 1953 lực lượng Pathet Lào cùng bộ đội tình nguyện Việt Nam liên tiếp đánh chiếm nhiều vùng do Pháp và chính quyền Vương quốc Lào nắm giữ. Đến cuối năm 1953, Pathet Lào kiểm soát được Thượng Lào, một số tỉnh tại Trung và Hạ Lào.
Sau khi Hiệp định Genève được ký kết, lực lượng cộng sản Lào tập kết tại 2 tỉnh Phongsaly và Sầm Nưa cho tới khi có bầu cử thống nhất Lào vào năm 1955. Năm 1955, Đảng Nhân dân Cách mạng Lào được thành lập với tiền thân là Đảng Cộng sản Đông Dương, người gốc Việt chiếm đa số trong Đảng. Chính phủ Liên hiệp các đảng phái được thành lập, và bầu cử 1958 diễn ra với sự thắng thế của Mặt Trận Lào Yêu Nước do hoàng thân Souphanouvong lãnh đạo. Hoa Kỳ không chấp nhận tình trạng này, cắt viện trợ để gây áp lực với chính phủ Souvanna Phouma. Souvanna Phouma sau đó bị truất phế năm 1958, thay vào đó là Phoui Sananikone. Chính phủ Phoui Sananikone loại bỏ phe hoàng thân Souphanouvong ra khỏi chính phủ liên hiệp và bắt giam ông năm 1959. Ngày 24 tháng 5 năm 1960, một nhóm nhỏ lực lượng Việt Nam đã tấn công giải thoát hoàng thân Souphanouvong.
Trong giai đoạn 1959–1960 tại Lào liên tiếp xảy ra các cuộc đảo chính quân sự, Hoa Kỳ và Liên Xô ủng hộ 2 chính quyền khác nhau tại Lào. Do lo ngại sự can thiệp của Đảng Cộng sản Trung Quốc vào Lào, Liên Xô và Hoa Kỳ thống nhất ủng hộ giải pháp liên hiệp. Năm 1963, nhà vua Lào Sisavang Vatthana thăm Việt Nam Dân chủ Cộng hòa. Chính phủ liên hiệp lần 2 ra đời nhưng chỉ ổn định tới năm 1968. Từ năm 1968, phe Cộng sản và phái hữu tại Lào lại tiếp tục giao tranh. Souphanouvong được Hồ Chí Minh, Lê Duẩn, Võ Nguyên Giáp ủng hộ, đào tạo cán bộ cho cách mạng Lào, người Việt Nam cử chuyên gia, bộ đội sang giúp Lào.
Sau Chiến dịch Hồ Chí Minh, lực lượng cộng sản tại Lào cũng phát triển mạnh mẽ và cuối cùng cũng đã giải phóng được Viêng Chăn tháng 12 năm 1975, thành lập nước Cộng hòa Dân chủ Nhân dân Lào. Năm 1976, Việt Nam và Lào đã ký hợp tác trong các lĩnh vực văn hóa, kinh tế, khoa học và kỹ thuật, tiếp sau đó là ký hiệp ước 25 năm hữu nghị và hợp tác vào năm 1977, và Hiệp ước Hoạch định biên giới quốc gia. và hiệp ước này cũng gây nên sự căng thẳng trong quan hệ giữa Lào và Trung Quốc.
Chiến tranh biên giới Việt – Trung 1979 nổ ra, Đảng Nhân dân Cách mạng Lào đã ủng hộ Việt Nam trong cuộc chiến chống lại Trung Quốc xâm lược và cắt đứt quan hệ với Trung Quốc. Do lo ngại tình hình bất ổn tại biên giới Lào – Thái, Quân đội Nhân dân Việt Nam lại tiếp tục hỗ trợ xây dựng Quân đội Nhân dân Lào phát triển như ngày nay có khả năng đủ chống lại các cuộc ngoại xâm cũng như các phe phái thù địch.
Kể từ năm 1980, Lào - Việt Nam chính thức thành lập Ủy ban hợp tác Lào – Việt Nam sẽ thường xuyên gặp nhau để phát triển các kế hoạch. Các cấp độ hợp tác với nhau khác của Lào và Việt Nam là các cuộc họp Đảng với Đảng, giao lưu tỉnh với tỉnh, cũng như các đoàn thể thanh niên và phụ nữ khác.
Ngày 24 tháng 1 năm 1986, hai nước ký kết một nghị định thư về phân định biên giới và cắm mốc. Hai quốc gia dự kiến hoàn thành cắm mốc biên giới vào năm 2012.
Sau khi Liên Xô tan rã, Lào và Việt Nam tích cực hợp tác với các quốc gia khác, nhưng quan hệ Lào – Việt Nam vẫn là mối quan hệ đặc biệt.

## Đánh giá

### Ủng hộ quan hệ Việt – Lào
Theo Nhà nước Việt Nam, quan hệ Việt – Lào bắt nguồn từ lòng yêu nước kết hợp với chủ nghĩa quốc tế; tình đoàn kết và niềm tin về lòng chân thành, trong sáng mà 2 dân tộc Việt Nam, Lào dành cho nhau; sự giúp đỡ đến mức cao nhất nhằm thực hiện thắng lợi các nhiệm vụ cách mạng và tạo nền tảng vững chắc cho sự phát triển tương lai của hai dân tộc. Quan hệ Việt – Lào được xây đắp, nuôi dưỡng bằng công sức, của cải, xương máu của nhiều thế hệ cách mạng người Việt Nam và Lào. Trải qua rất nhiều gian nan, thử thách khắc nghiệt, quan hệ đó vẫn vẹn nguyên, không hề bị rạn nứt và phá vỡ cho dù các thế lực thù địch dùng nhiều thủ đoạn chống phá, chia rẽ. Bản chất của quan hệ đặc biệt Việt Nam – Lào được nuôi dưỡng, phát triển bằng quan điểm "giúp bạn là mình tự giúp mình" do Chủ tịch Hồ Chí Minh chỉ dẫn. Dựa trên luận điểm về quyền dân tộc tự quyết, cơ quan lãnh đạo cấp cao Việt Nam, Lào đã nhất trí tiến hành liên minh, hợp tác theo nguyên tắc tôn trọng độc lập tự chủ của bạn như Chủ tịch Hồ Chí Minh xác định: "Cán bộ Việt Nam sang công tác ở Lào phải hoàn toàn ở dưới sự lãnh đạo của Chính phủ Trung ương Lào, nhất là của Thủ tướng Xuphanuvông. Tuyệt đối không được tự cao, tự đại, không được bao biện..."

### Các nhóm đối lập ở Lào
Các lực lượng đối lập Lào cho rằng quan hệ giữa Việt Nam và Lào là quan hệ giữa "chủ và nô lệ", đồng thời cáo buộc chính phủ Lào từ năm 1975 là "con tốt của Việt Nam". Đã có nhiều tranh cãi thực sự quan hệ Việt Nam – Lào là mối quan hệ kiểu gì, nhưng phần lớn những người bất đồng chính kiến ở Lào nghi ngờ Việt Nam "âm mưu xây dựng một Liên bang Đông Dương" với ý đồ đặt Lào dưới sự ảnh hưởng của Hà Nội và đẩy Lào vào vòng xoáy kiểm soát của Việt Nam.
Các chiến dịch chống các nhóm vũ trang người Hmong ở Lào từ 1975 đã được cho là mắt xích chính cho sự bất mãn của những người đối lập ở Lào với Việt Nam, mặc dù cũng đang có khá nhiều những vấn đề như tình trạng khai thác tài nguyên cũng như vấn đề tự do dân quyền ở Lào.

## Chính trị và quân sự
Cuối thập niên 1950, Đảng Cộng sản Việt Nam sử dụng tuyến đường qua biên giới với Lào để vận chuyển nhân lực và vật lực từ miền Bắc vào miền Nam, gọi là đường mòn Hồ Chí Minh.
Trong chiến tranh biên giới Lào – Thái Lan từ tháng 12 năm 1987 – tháng 2 năm 1988, Việt Nam có trợ giúp cho quốc gia đồng minh của mình, gửi quân từ Sư đoàn 2 đến sân bay Baan Nakok tại Xayabury để hỗ trợ các chiến dịch quân sự của Lào.
Tháng 7 năm 1992, mối quan hệ giữa Việt Nam và Lào lại được củng cố nhân dịp kỷ niệm 15 năm thực hiện hiệp ước năm 1977. Đại sứ quán và lãnh sự quán 2 nước đã được thiết lập đầy đủ.

## Giáo dục đào tạo
Việt Nam đã và đang giúp đào tạo cho cán bộ của Lào, nhiều người tốt nghiệp từ các trường học tại Việt Nam đã và đang đảm trách các cương vị quan trọng trong bộ máy lãnh đạo đảng và nhà nước Lào.

## Kinh tế
Việt Nam là một trong những đối tác thương mại lớn nhất của Lào. Đến thời điểm tháng 4 năm 2012, Việt Nam là quốc gia đứng thứ 2 trong số các nhà đầu tư nước ngoài tại Lào, tập trung vào các lĩnh vực như năng lượng (thủy điện), khai khoáng, nông, lâm nghiệp. Lào cũng là nước thu hút vốn từ Việt Nam nhiều nhất trong tổng số 55 quốc gia và vùng lãnh thổ có hoạt động đầu tư ra nước ngoài của Việt Nam.
Kể từ khi Lào thông qua luật xúc tiến đầu tư nước ngoài vào năm 1989 cho đến năm 2012, Việt Nam đã đầu tư vào tổng số 429 dự án với tổng giá trị 4,9 tỷ USD và hiện là nhà đầu tư nước ngoài lớn nhất tại Lào. Thương mại song phương của hai nước là 1,37 tỷ USD vào cuối năm 2021.

## Đại sứ quánvàlãnh sự quán
– Tại Việt Nam:
- Hà Nội (Đại sứ quán).
- Thành phố Hồ Chí Minh (Lãnh sự quán).
- Đà Nẵng (Lãnh sự quán).

– Tại Lào:
- Viêng Chăn (Đại sứ quán).
- Luang Prabang (Lãnh sự quán).
- Pakse (Lãnh sự quán).
- Savannakhet (Lãnh sự quán).